# District de Saint-Sever
Le district de Saint-Sever est une ancienne division territoriale française du département des Landes de 1790 à 1795.
C’est l’un des quatre districts du département (avec ceux de Dax, Mont-de-Marsan et Tartas). Bien qu’il soit le plus petit, il est presque aussi peuplé que les trois autres réunis.

## Composition
Couvrant la Chalosse, il était composé des cantons de Saint Sever, Aire, Amou, Geaune, Hagetmau, Montgaillard et Mugron.